# Nekrolog Oktober 2019
Nekrolog
◄◄
| ◄
| 2015
| 2016
| 2017
| 2018
| 2019 | 2020 | 2021 | 2022 | 2023 | ►
Januar |
Februar |
März |
April |
Mai |
Juni |
Juli |
August |
September |
Oktober |
November |
Dezember 2019
Weitere Ereignisse | Allgemeiner Nekrolog 2019
Die Beschreibung der verstorbenen Person sollte so kurz wie möglich gehalten sein und nur deren signifikante Tätigkeit(en) enthalten.
Neue Namen ggf. auch unter dem Geburts- und Sterbedatum, also etwa unter 1. Januar und im Geburts- und Sterbejahr (2024) eintragen (nur bei entsprechender großer Wichtigkeit). Für Beispiele siehe die schon vorhandenen Artikel.
Außerdem über die fünf zuletzt Verstorbenen, zu denen es einen ausreichend guten Artikel für eine Präsentation auf der Hauptseite gibt, nach der todesbedingten Überarbeitung der Artikel ggf. auch unter Wikipedia Diskussion:Hauptseite informieren und sie am besten auch in den anderen Wikipedia-Sprachversionen eintragen. Tipp: Regelmäßig bei news.google.de nach „ist tot“, „gestorben“ oder „verstorben“ suchen.
Wenn eine Person gestorben ist, gibt es viele Seiten zu dieser Person in der Wikipedia, die davon auch betroffen sind und entsprechend aktualisiert werden müssen. Beispiele: Namenübersichtsseite, Geburtsjahr, Geburtsort-Seiten und viele mehr.
Wie finde ich die betroffenen Seiten?
Im Suchfeld auf der linken Seite gibt man den Suchbegriff so ein: „Vorname Nachname“. Dann klickt man auf Volltext und alle Seiten mit entsprechendem Suchtext werden aufgerufen. Hier sieht man dann schnell, wo auch das Todesjahr Sinn macht oder sogar ein Teil des Artikels angepasst werden muss. Auch hilft das „Werkzeug“ auf der linken Seite sehr gut, um solche Seiten aufzufinden: „Links auf diese Seite“. Somit ist die Wikipedia wieder aktuell in allen Bereichen! Hinweis: bei Eintragung der Kategorie „Gestorben JAHR“ wird der Missbrauchsfilter 49 ausgelöst, was jedoch nicht schlimm ist. Siehe: Spezial:Missbrauchsfilter/49
Dies ist eine Liste von im Oktober 2019 verstorbenen bekannten Persönlichkeiten. Die Einträge erfolgen innerhalb der einzelnen Daten alphabetisch sortiert. Tiere sind im Nekrolog für Tiere zu finden.

## Oktober
Bearbeitungshinweis: Neue Todesfälle bitte nach Tagen geordnet eintragen. Die Todesfälle desselben Tages bitte in alphabetischer Reihenfolge einfügen.
| Tag         | Name                                      | Beruf, bekannt als                                                                     | Alter | Beleg |
| ----------- | ----------------------------------------- | -------------------------------------------------------------------------------------- | ----- | ----- |
| 31. Oktober | Andreas von Bismarck                      | deutscher Unternehmer                                                                  | 40    |       |
| 31. Oktober | Tarania Clarke                            | jamaikanische Fußballspielerin                                                         | 20    |       |
| 31. Oktober | Ann Crumb                                 | US-amerikanische Schauspielerin                                                        | 69    |       |
| 31. Oktober | Evelyne Daitz                             | US-amerikanische Galeristin                                                            | 83    |       |
| 31. Oktober | Karl Viktor Decker                        | deutscher Prähistoriker                                                                | 85    |       |
| 31. Oktober | Noble Frankland                           | britischer Historiker                                                                  | 97    |       |
| 31. Oktober | Florence Giorgetti                        | französische Schauspielerin                                                            | 76    |       |
| 31. Oktober | Valerie L. Heywood                        | US-amerikanische Bratschistin                                                          | 67    |       |
| 31. Oktober | Herbert Knauthe                           | österreichischer Ministerialrat                                                        | 91    |       |
| 31. Oktober | Klaus Konjetzky                           | deutscher Schriftsteller                                                               | 76    |       |
| 31. Oktober | Mario Lama                                | dominikanischer Unternehmer                                                            | 89    |       |
| 31. Oktober | Tom MacIntyre                             | irischer Schriftsteller                                                                | 87    |       |
| 31. Oktober | Alfredo Molano                            | kolumbianischer Schriftsteller, Journalist und Soziologe                               | 75    |       |
| 31. Oktober | Roger Paul Morin                          | US-amerikanischer Bischof                                                              | 78    |       |
| 31. Oktober | Jack O’Dell                               | US-amerikanischer Bürgerrechtler                                                       | 96    |       |
| 31. Oktober | Silvio Padoin                             | italienischer Bischof                                                                  | 89    |       |
| 31. Oktober | Heloísa Raso                              | brasilianische Schauspielerin                                                          | 64    |       |
| 31. Oktober | René Rebuffat                             | französischer Archäologe                                                               | 89    |       |
| 31. Oktober | Herbert Röller                            | deutsch-US-amerikanischer Biologe                                                      | 92    |       |
| 31. Oktober | Thomas Schmidt                            | deutscher Hörfunkmoderator                                                             | 62    |       |
| 31. Oktober | Antoon van der Steen                      | niederländischer Radrennfahrer                                                         | 83    |       |
| 31. Oktober | Gerry Teekens                             | niederländischer Musikproduzent                                                        | 83    |       |
| 30. Oktober | Rose Becker                               | deutsche Schauspielerin                                                                | 90    |       |
| 30. Oktober | Russell Brookes                           | britischer Rallyefahrer                                                                | 74    |       |
| 30. Oktober | Vicente Carranza                          | spanischer Kunstsammler                                                                | 90    |       |
| 30. Oktober | Eugène Cremmer                            | französischer Physiker                                                                 | 77    |       |
| 30. Oktober | Ron Fairly                                | US-amerikanischer Baseballspieler und Sportkommentator                                 | 81    |       |
| 30. Oktober | Frank Giles                               | britischer Journalist, Historiker und Diplomat                                         | 100   |       |
| 30. Oktober | Jim Gregory                               | kanadischer Eishockeytrainer und -funktionär                                           | 83    |       |
| 30. Oktober | Max Joachim Hänel                         | deutscher Ingenieur und Schriftsteller                                                 | 90    |       |
| 30. Oktober | William J. Hughes                         | US-amerikanischer Politiker                                                            | 87    |       |
| 30. Oktober | Francis Xavier Irwin                      | US-amerikanischer Bischof                                                              | 85    |       |
| 30. Oktober | Dmitri Alexandrowitsch Pospelow           | sowjetischer bzw. russischer Kybernetiker, Informatiker und Hochschullehrer            | 86    |       |
| 30. Oktober | Hannelore Schmidt                         | deutsche Badmintonspielerin                                                            | 92    |       |
| 30. Oktober | Bernard Slade                             | kanadischer Bühnen- und Drehbuchautor                                                  | 89    |       |
| 30. Oktober | Barbara Sutton Curtis                     | US-amerikanische Jazzpianistin                                                         | 89    |       |
| 30. Oktober | Azam Taleghani                            | iranische Politikerin, Journalistin und Aktivistin                                     | 76    |       |
| 30. Oktober | J. Bob Traxler                            | US-amerikanischer Politiker                                                            | 88    |       |
| 30. Oktober | Ercílio Turco                             | brasilianischer Bischof                                                                | 81    |       |
| 30. Oktober | N. Venkatachala                           | indischer Richter                                                                      | 89    |       |
| 30. Oktober | Guy Verrier                               | französischer Rallyefahrer                                                             | 91    |       |
| 30. Oktober | Dervy Vilas                               | uruguayischer Schauspieler, Dramaturg und Theaterregisseur                             | 86    |       |
| 30. Oktober | Krzysztof Wiernicki                       | Musik- und Kulturwissenschaftler, Journalist, Autor                                    | 72    |       |
| 29. Oktober | Gerald L. Baliles                         | US-amerikanischer Politiker                                                            | 79    |       |
| 29. Oktober | David Bostock                             | britischer Philosoph und Philosophiehistoriker                                         | ≈87   |       |
| 29. Oktober | Edmut Kluge                               | deutscher Mundartautor                                                                 | 86    |       |
| 29. Oktober | Richard Gerard Lennon                     | US-amerikanischer Bischof                                                              | 72    |       |
| 29. Oktober | Mustapha Matura                           | Dramatiker aus Trinidad und Tobago                                                     | 79    |       |
| 29. Oktober | John Witherspoon                          | US-amerikanischer Schauspieler                                                         | 77    |       |
| 28. Oktober | Annick Alane                              | französische Schauspielerin                                                            | 94    |       |
| 28. Oktober | Al Bianchi                                | US-amerikanischer Basketballspieler, -trainer und -funktionär                          | 87    |       |
| 28. Oktober | Ignacio Buenrostro                        | mexikanischer Fußballspieler                                                           | 74    |       |
| 28. Oktober | Giuliana Castellani                       | Schweizer Opernsängerin                                                                | 40    |       |
| 28. Oktober | Jean-Gabriel Diarra                       | malischer Bischof                                                                      | 74    |       |
| 28. Oktober | Jana Drbohlavová                          | tschechische Schauspielerin                                                            | 78    |       |
| 28. Oktober | John Felderhof                            | kanadischer Geologe                                                                    | 79    |       |
| 28. Oktober | Ferdinand Fellmann                        | deutscher Philosoph                                                                    | 79    |       |
| 28. Oktober | Kay Hagan                                 | US-amerikanische Politikerin                                                           | 66    |       |
| 28. Oktober | Gunnar Karlsson                           | isländischer Historiker                                                                | 80    |       |
| 28. Oktober | Bert Mozley                               | englischer Fußballspieler                                                              | 96    |       |
| 28. Oktober | Gisbert Paus                              | deutscher Fußballspieler                                                               | 64    |       |
| 28. Oktober | Hans Saalfeld                             | deutscher Gewerkschaftsfunktionär und Politiker                                        | 91    |       |
| 28. Oktober | Toivo Salonen                             | finnischer Eisschnellläufer                                                            | 86    |       |
| 28. Oktober | Jitka Šuranská                            | tschechische Geigerin und Sängerin                                                     | 41    |       |
| 28. Oktober | Jutta Zoff                                | deutsche Multiinstrumentalistin                                                        | 91    |       |
| 27. Oktober | Walter Außendorfer                        | italienischer Rennrodler                                                               | 80    |       |
| 27. Oktober | Wladimir Bukowski                         | sowjetischer bzw. russischer Schriftsteller und Dissident                              | 76    |       |
| 27. Oktober | John Conyers                              | US-amerikanischer Politiker                                                            | 90    |       |
| 27. Oktober | Horst Dreyer                              | deutscher Geistlicher                                                                  | 91    |       |
| 27. Oktober | Jorge Fernando                            | brasilianischer Schauspieler und Fernsehregisseur                                      | 64    |       |
| 27. Oktober | Alexander Anatoljewitsch Iljin            | sowjetisch-russischer Materialwissenschaftler                                          | 67    |       |
| 27. Oktober | Günther Flesch                            | deutscher Schauspieler, Synchron- und Hörspielsprecher                                 | ?     |       |
| 27. Oktober | Gernot Jacob-Friesen                      | deutscher Prähistoriker                                                                | 93    |       |
| 27. Oktober | Humayun Kabir                             | bangladeschischer Rechtsanwalt und Politiker                                           | 67    |       |
| 27. Oktober | Siegfried Kristen                         | deutscher Theaterschauspieler                                                          | 91    |       |
| 27. Oktober | Peter Lindemann                           | deutscher Richter, Rechtshistoriker und Ministerialbeamter                             | 86    |       |
| 27. Oktober | Johanna Lindsey                           | US-amerikanische Schriftstellerin                                                      | 67    |       |
| 27. Oktober | Ivan Milat                                | australischer Serienmörder                                                             | 74    |       |
| 27. Oktober | Rainer Müller                             | deutscher Mediziner und Sozialwissenschaftler                                          | 77    |       |
| 27. Oktober | Chica Schaller                            | deutsche Neurobiologin                                                                 | 82    |       |
| 27. Oktober | Rudolf Schels                             | deutscher Unternehmer und Fußballfunktionär                                            | 70    |       |
| 27. Oktober | Klaus Schwickert                          | deutscher Politiker                                                                    | 87    |       |
| 27. Oktober | Hans-Peter Uhl                            | deutscher Politiker                                                                    | 75    |       |
| 27. Oktober | Xi Enting                                 | chinesischer Tischtennisspieler                                                        | 73    |       |
| 26. Oktober | Abu Bakr al-Baghdadi                      | irakischer Terrorist                                                                   | 48    |       |
| 26. Oktober | Paul Barrère                              | US-amerikanischer Rockgitarrist und -sänger                                            | 71    |       |
| 26. Oktober | Enriqueta Basilio                         | mexikanische Leichtathletin                                                            | 71    |       |
| 26. Oktober | Alfred Berchtold                          | Schweizer Historiker                                                                   | 94    |       |
| 26. Oktober | Kurt Bors                                 | österreichischer Lehrer und Archäologe                                                 | 97    |       |
| 26. Oktober | Gerhard Croll                             | deutsch-österreichischer Musikwissenschaftler                                          | 92    |       |
| 26. Oktober | Robert Evans                              | US-amerikanischer Filmproduzent und Schauspieler                                       | 89    |       |
| 26. Oktober | Elazar Gutmanas                           | israelischer Physiker und Werkstoffwissenschaftler                                     | 79    |       |
| 26. Oktober | Karl Koller                               | österreichischer Skirennläufer und Skilehrer                                           | 100   |       |
| 26. Oktober | Christian Köster                          | deutscher Werbefilmregisseur                                                           | 72    |       |
| 26. Oktober | Volker Lühr                               | deutscher Soziologe                                                                    | 82    |       |
| 26. Oktober | Hanna Marjut Marttila                     | finnische Schriftstellerin                                                             | 58    |       |
| 26. Oktober | V. Nanammal                               | indische Yogameisterin                                                                 | 99    |       |
| 26. Oktober | Silvia Montanari                          | argentinische Schauspielerin, Film- und Theaterproduzentin                             | 76    |       |
| 26. Oktober | Klaus Offerhaus                           | deutscher Verwaltungsjurist                                                            | 85    |       |
| 26. Oktober | Ivan Plander                              | slowakischer Computerpionier                                                           | 91    |       |
| 26. Oktober | Pascale Roberts                           | französische Schauspielerin                                                            | 89    |       |
| 26. Oktober | Alexey Soluyanov                          | russischer Physiker                                                                    | 36    |       |
| 26. Oktober | John Douglas Turner                       | US-amerikanischer Religionswissenschaftler                                             | 81    |       |
| 25. Oktober | Theo Buck                                 | deutscher Germanist                                                                    | 89    |       |
| 25. Oktober | Renzo Burini                              | italienischer Fußballspieler                                                           | 92    |       |
| 25. Oktober | Chou Wen-chung                            | chinesisch-US-amerikanischer Komponist                                                 | 96    |       |
| 25. Oktober | Cornelia Crombholz                        | deutsche Theaterregisseurin                                                            | 52    |       |
| 25. Oktober | Josef Duss-von Werdt                      | Schweizer Familientherapeut und Mediator                                               | 87    |       |
| 25. Oktober | Herbert Ehrlich                           | deutscher Ingenieur                                                                    | 87    |       |
| 25. Oktober | Vera Friedländer                          | deutsche Schriftstellerin                                                              | 91    |       |
| 25. Oktober | Timi Hansen                               | dänischer Musiker                                                                      | 61    |       |
| 25. Oktober | William Loren Katz                        | US-amerikanischer Historiker                                                           | 92    |       |
| 25. Oktober | Maurice Nadjari                           | US-amerikanischer Jurist                                                               | 95    |       |
| 25. Oktober | Jürg Nievergelt                           | Schweizer Informatiker                                                                 | 81    |       |
| 25. Oktober | Rolf Nöthiger                             | Schweizer Zoologe                                                                      | 85    |       |
| 25. Oktober | Dilip Parikh                              | indischer Politiker                                                                    | 82    |       |
| 25. Oktober | Didder Rønlund                            | dänische Mode-Journalistin und Stil-Ikone                                              | 93    |       |
| 25. Oktober | J. Jürgen Seidel                          | Schweizer Theologe und Kirchenhistoriker                                               | 74    |       |
| 25. Oktober | Carlo Strenger                            | schweizerisch-israelischer Psychologe und Philosoph                                    | 61    |       |
| 25. Oktober | Joe Sun                                   | US-amerikanischer Countrymusiker                                                       | 75    |       |
| 25. Oktober | Janko Vučinić                             | montenegrinischer Boxer und Politiker                                                  | 53    |       |
| 25. Oktober | Rudolf G. Wagner                          | deutscher Sinologe                                                                     | 77    |       |
| 25. Oktober | Martin Zeiher                             | deutscher Politiker                                                                    | 67    |       |
| 24. Oktober | Sophinette Becker                         | deutsche Psychotherapeutin und Sexualwissenschaftlerin                                 | 68    |       |
| 24. Oktober | Michael Blumlein                          | US-amerikanischer Schriftsteller und Mediziner                                         | 71    |       |
| 24. Oktober | Jakob Derbolowsky                         | deutscher Psychotherapeut                                                              | 72    |       |
| 24. Oktober | Walter Fantl-Brumlik                      | österreichischer Holocaustüberlebender                                                 | 95    |       |
| 24. Oktober | Walter Franco                             | brasilianischer Sänger und Komponist                                                   | 74    |       |
| 24. Oktober | Willem P. Gerritsen                       | niederländischer Literaturhistoriker                                                   | 84    |       |
| 24. Oktober | Hugo Heredia                              | argentinischer Jazzmusiker                                                             | 84    |       |
| 24. Oktober | Leroy R. Johnson                          | US-amerikanischer Politiker                                                            | 91    |       |
| 24. Oktober | Hans-Henning Kausch-Blecken von Schmeling | deutscher Physiker und Materialwissenschaftler                                         | 87    |       |
| 24. Oktober | Olaf Keller                               | deutscher Fußballspieler und -trainer                                                  | 74    |       |
| 24. Oktober | Karel Malich                              | tschechischer Bildhauer, Maler und Grafiker                                            | 95    |       |
| 24. Oktober | Hubertus Müller-Groeling                  | deutscher Wirtschaftswissenschaftler                                                   | 89    |       |
| 24. Oktober | Jörg Pirrung                              | deutscher Jurist                                                                       | 79    |       |
| 24. Oktober | Ron Rose                                  | US-amerikanischer Pokerspieler                                                         | 75    |       |
| 24. Oktober | Jorge Stever                              | deutscher Maler und Objektkünstler                                                     | 79    |       |
| 24. Oktober | Horst Werner                              | deutsch-österreichischer Biologiedidaktiker                                            | 81    |       |
| 24. Oktober | Kaoru Yachigusa                           | japanische Schauspielerin und Synchronsprecherin                                       | 88    |       |
| 23. Oktober | Stefan Amzoll                             | deutscher Musikwissenschaftler, Autor und Publizist                                    | 76    |       |
| 23. Oktober | Burchard Bösche                           | deutscher Jurist                                                                       | 73    |       |
| 23. Oktober | Antonio Caride                            | argentinischer Schauspieler                                                            | 71    |       |
| 23. Oktober | Max Egger                                 | Schweizer Politiker                                                                    | 92    |       |
| 23. Oktober | Gerhard Eßbach                            | deutscher Posaunist                                                                    | 77    |       |
| 23. Oktober | Hans Freistadt                            | deutscher Boxer                                                                        | 74    |       |
| 23. Oktober | Otto Gandenberger                         | deutscher Wirtschaftswissenschaftler                                                   | 90    |       |
| 23. Oktober | J. Rogers Hollingsworth                   | US-amerikanischer Historiker und Soziologe                                             | ≈87   |       |
| 23. Oktober | Demetrio Jiménez Sánchez-Mariscal         | spanischer Ordensgeistlicher                                                           | 56    |       |
| 23. Oktober | Zenonas Namavičius                        | litauischer Jurist, Rechtshistoriker und Diplomat                                      | 76    |       |
| 23. Oktober | Marcelle Ninio                            | israelische Spionin                                                                    | 89    |       |
| 23. Oktober | Rolando Panerai                           | italienischer Opernsänger                                                              | 95    |       |
| 23. Oktober | Bernie Parrish                            | US-amerikanischer American-Football-Spieler                                            | 83    |       |
| 23. Oktober | Alonso Restrepo De León                   | kolumbianischer Dichter, Galerist und Kunstsammler                                     | 92    |       |
| 23. Oktober | Vera Rosival                              | deutsche Chemikerin und Heilpraktikerin                                                | 76    |       |
| 23. Oktober | Jannis Sakellariou                        | deutscher Politiker                                                                    | 79    |       |
| 23. Oktober | Hansheinz Schneeberger                    | Schweizer Violinist                                                                    | 93    |       |
| 23. Oktober | Gerd Schunack                             | deutscher Theologe                                                                     | 84    |       |
| 23. Oktober | Francis G. Tresham                        | britischer Spieleautor                                                                 | ≈83   |       |
| 23. Oktober | Martin Vosseler                           | Schweizer Friedens- und Umweltaktivist                                                 | 71    |       |
| 23. Oktober | Lieselotte Wollny                         | deutsche Bürgerrechtlerin und Politikerin                                              | 93    |       |
| 22. Oktober | Willie Brown                              | US-amerikanischer American-Football-Spieler und -Trainer                               | 78    |       |
| 22. Oktober | Manfred Bruns                             | deutscher Staatsanwalt und LGBT-Aktivist                                               | 85    |       |
| 22. Oktober | Al Burton                                 | US-amerikanischer Fernsehproduzent                                                     | 91    |       |
| 22. Oktober | Lene Marie Fossen                         | norwegische Fotokünstlerin                                                             | 33    |       |
| 22. Oktober | Gerald Freihofner                         | österreichischer Journalist                                                            | 73    |       |
| 22. Oktober | Vicki Funk                                | US-amerikanische Botanikerin                                                           | 71    |       |
| 22. Oktober | John Jaider Fuentes Ramos                 | kolumbianischer Folkloremusiker                                                        | 42    |       |
| 22. Oktober | Til Gardeniers-Berendsen                  | niederländische Politikerin                                                            | 94    |       |
| 22. Oktober | Giselher Gruber                           | deutscher Politiker                                                                    | 80    |       |
| 22. Oktober | Ole Henrik Laub                           | dänischer Schriftsteller                                                               | 81    |       |
| 22. Oktober | Raymond Leppard                           | britischer Dirigent, Komponist und Cembalist                                           | 92    |       |
| 22. Oktober | Hanni Lévy                                | deutsch-französische Holocaustüberlebende                                              | 95    |       |
| 22. Oktober | George Masso                              | US-amerikanischer Jazzposaunist                                                        | 92    |       |
| 22. Oktober | Dorylas Moreau                            | kanadischer Bischof                                                                    | 72    |       |
| 22. Oktober | Jean-Michel Nihoul                        | belgischer Unternehmer und Krimineller                                                 | 78    |       |
| 22. Oktober | Sadako Ogata                              | japanische UN-Diplomatin                                                               | 92    |       |
| 22. Oktober | Lelio Orci                                | italienischer Mediziner                                                                | 82    |       |
| 22. Oktober | Albin Pötzsch                             | deutscher Schachjournalist                                                             | 84    |       |
| 22. Oktober | Peter Lebrecht Schmidt                    | deutscher Altphilologe                                                                 | 86    |       |
| 22. Oktober | H. Colin Slim                             | kanadischer Musikwissenschaftler                                                       | 90    |       |
| 22. Oktober | Günter Tiedeken                           | deutscher Maler und Grafiker                                                           | 86    |       |
| 22. Oktober | Marieke Vervoort                          | belgische Behindertensportlerin                                                        | 40    |       |
| 22. Oktober | Hans G. Wägli                             | Schweizer Bahnexperte                                                                  | 72    |       |
| 22. Oktober | Hans Zender                               | deutscher Dirigent und Komponist                                                       | 82    |       |
| 22. Oktober | Therese Zenz                              | deutsche Kanutin                                                                       | 87    |       |
| 22. Oktober | Jo Ann Zimmerman                          | US-amerikanische Politikerin                                                           | 82    |       |
| 22. Oktober | Ramon Zupko                               | US-amerikanischer Komponist                                                            | 86    |       |
| 21. Oktober | Gilberto Aceves Navarro                   | mexikanischer Maler und Bildhauer                                                      | 88    |       |
| 21. Oktober | Anthony Bishop                            | südafrikanischer Schauspieler                                                          | 48    |       |
| 21. Oktober | Michael Detlefsen                         | US-amerikanischer Logiker, Mathematikhistoriker und Wissenschaftsphilosoph             | 71    |       |
| 21. Oktober | Gustav Gerneth                            | deutscher Supercentenarian                                                             | 114   |       |
| 21. Oktober | Julio Herbert Lopes                       | kapverdischer Politiker und Diplomat                                                   | 65    |       |
| 21. Oktober | Peter Hobbs                               | australischer Musiker                                                                  | 58    |       |
| 21. Oktober | Josef Maria Horváth                       | österreichischer Komponist und Pianist                                                 | 88    |       |
| 21. Oktober | Gillian Jagger                            | britische Bildhauerin                                                                  | 88    |       |
| 21. Oktober | Taras Kutowyj                             | ukrainischer Politiker                                                                 | 43    |       |
| 21. Oktober | Ingo Maurer                               | deutscher Lichtdesigner                                                                | 87    |       |
| 21. Oktober | Brian Michael Noble                       | englischer Bischof                                                                     | 83    |       |
| 21. Oktober | Dirk Pauling                              | deutscher Handballspieler und -trainer                                                 | 51    |       |
| 21. Oktober | Ingrid Poss                               | deutsche Journalistin und Filmregisseurin                                              | 80    |       |
| 21. Oktober | Herbert Schlitt                           | deutscher Physiker und Ingenieurwissenschaftler                                        | 90    |       |
| 21. Oktober | Roh Shin-yeong                            | südkoreanischer Politiker                                                              | 89    |       |
| 21. Oktober | Karlheinz Sorger                          | deutscher Theologe                                                                     | 89    |       |
| 21. Oktober | Camille Zaidan                            | libanesischer Erzbischof                                                               | 75    |       |
| 20. Oktober | Herbert Chappell                          | britischer Komponist                                                                   | 85    |       |
| 20. Oktober | Cirilo Cristóvão                          | osttimoresischer Politiker                                                             | 53    |       |
| 20. Oktober | Thomas D’Alesandro                        | US-amerikanischer Politiker                                                            | 90    |       |
| 20. Oktober | John Flannery                             | US-amerikanischer Manager                                                              | 87    |       |
| 20. Oktober | Alberto Godenzi                           | Schweizer Sozialarbeitswissenschaftler                                                 | 66    |       |
| 20. Oktober | Romy Kalb-Gundermann                      | deutsche Sopranistin                                                                   | 85    |       |
| 20. Oktober | Wolfgang Knies                            | deutscher Rechtswissenschaftler und Politiker                                          | 84    |       |
| 20. Oktober | Lil John                                  | philippinischer Rapper                                                                 | 35    |       |
| 20. Oktober | Guy Musser                                | US-amerikanischer Zoologe                                                              | 83    |       |
| 20. Oktober | Norman Myers                              | britischer Naturschützer                                                               | 85    |       |
| 20. Oktober | Aquilino Pimentel junior                  | philippinischer Politiker                                                              | 85    |       |
| 20. Oktober | Gonzalo de Jesús Rivera Gómez             | kolumbianischer Bischof                                                                | 85    |       |
| 20. Oktober | Nick Tosches                              | US-amerikanischer Musikautor und Biograf                                               | 69    |       |
| 20. Oktober | Zoppe Voskuhl                             | deutscher Maler, Grafiker und Bildhauer                                                | 64    |       |
| 20. Oktober | Friederike Zaisberger                     | österreichische Historikerin                                                           | 79    |       |
| 19. Oktober | Vitillo Ábalos                            | argentinischer Musiker                                                                 | 97    |       |
| 19. Oktober | Robert Chef d’Hôtel                       | französischer Leichtathlet                                                             | 97    |       |
| 19. Oktober | Andrés Cuevas                             | spanischer Politiker                                                                   | 69    |       |
| 19. Oktober | Erhard Eppler                             | deutscher Politiker                                                                    | 92    |       |
| 19. Oktober | Herbert Friedmann                         | deutscher Schriftsteller                                                               | 68    |       |
| 19. Oktober | Salvador Giner                            | spanischer Soziologe                                                                   | 85    |       |
| 19. Oktober | Rikarda Groß                              | deutsche Museumsmitarbeiterin und Autorin                                              | 70    |       |
| 19. Oktober | Huang Yong Ping                           | chinesischer Konzept- und Installationskünstler                                        | 65    |       |
| 19. Oktober | Dieter Kannegießer                        | deutscher Politiker                                                                    | 81    |       |
| 19. Oktober | Jakir Khan                                | bangladeschischer Regisseur                                                            | 56    |       |
| 19. Oktober | Ihor Kowalenko                            | sowjetischer bzw. ukrainischer Mathematiker                                            | 84    |       |
| 19. Oktober | Stanislaw Karol Kubicki                   | deutscher Mediziner und Kunstwissenschaftler                                           | 93    |       |
| 19. Oktober | Joseph Lombardo                           | US-amerikanischer Mobster                                                              | 90    |       |
| 19. Oktober | Theodor Wonja Michael                     | deutscher Schauspieler, Journalist und Zeitzeuge                                       | 94    |       |
| 19. Oktober | Günter Möckel                             | deutscher General                                                                      | 85    |       |
| 19. Oktober | Joachim Münch                             | deutscher Berufspädagoge                                                               | 100   |       |
| 19. Oktober | Göran Nordahl                             | schwedischer Fußballspieler                                                            | 90    |       |
| 19. Oktober | Nathan Nurgitz                            | kanadischer Politiker und Jurist                                                       | 85    |       |
| 19. Oktober | Lotte Tobisch                             | österreichische Schauspielerin                                                         | 93    |       |
| 19. Oktober | Alexander Wolkow                          | russischer Tennisspieler                                                               | 52    |       |
| 19. Oktober | Ljubomir Zuković                          | bosnischer Politiker und Literaturwissenschaftler                                      | 82    |       |
| 18. Oktober | Luiz Olavo Baptista                       | brasilianischer Jurist                                                                 | 80    |       |
| 18. Oktober | John Boyd                                 | britischer Diplomat                                                                    | 83    |       |
| 18. Oktober | Hubert Brosseder                          | deutscher Theologe und Homiletiker                                                     | 79    |       |
| 18. Oktober | Ed Clark                                  | US-amerikanischer Maler                                                                | 93    |       |
| 18. Oktober | Jürgen Engemann                           | deutscher Ingenieurwissenschaftler                                                     | 75    |       |
| 18. Oktober | Gustav Häring                             | deutscher Polizeipräsident                                                             | 91    |       |
| 18. Oktober | Volker Hinz                               | deutscher Fotograf                                                                     | 72    |       |
| 18. Oktober | Mark Hurd                                 | US-amerikanischer Manager                                                              | 62    |       |
| 18. Oktober | Rui Jordão                                | portugiesischer Fußballspieler                                                         | 67    |       |
| 18. Oktober | Richard E. Kronauer                       | US-amerikanischer Mediziningenieur und Schlafforscher                                  | 94    |       |
| 18. Oktober | Göran Malmqvist                           | schwedischer Sprachwissenschaftler, Historiker, Sinologe und Übersetzer                | 95    |       |
| 18. Oktober | Friedrich Mayr                            | österreichischer Graveur und Künstler                                                  | 90    |       |
| 18. Oktober | Gerhard Menk                              | deutscher Historiker und Archivar                                                      | 73    |       |
| 18. Oktober | William Milliken                          | US-amerikanischer Politiker                                                            | 97    |       |
| 18. Oktober | Klaus Peschel                             | deutscher Fußballschiedsrichter                                                        | 78    |       |
| 18. Oktober | Hubert Quick                              | deutscher Bauingenieur                                                                 | 65    |       |
| 18. Oktober | Meir Schamgar                             | israelischer Jurist                                                                    | 94    |       |
| 18. Oktober | Gerhard Schulze                           | deutscher Meeresbiologe und Walforscher                                                | 81    |       |
| 18. Oktober | Renate Schwarz                            | deutsche Juristin                                                                      | 82    |       |
| 18. Oktober | Herman Vinck                              | belgischer Regisseur, Autor und Schauspieler                                           | 84    |       |
| 18. Oktober | Rainer Wolff                              | deutscher Fußballspieler                                                               | 54    |       |
| 18. Oktober | Billie Zöckler                            | deutsche Schauspielerin                                                                | 70    |       |
| 17. Oktober | Alicia Alonso                             | kubanische Tänzerin und Choreografin                                                   | 98    |       |
| 17. Oktober | William Andre                             | US-amerikanischer Pentathlet                                                           | 88    |       |
| 17. Oktober | Michael F. Armstrong                      | US-amerikanischer Jurist                                                               | 86    |       |
| 17. Oktober | Hildegard Bachert                         | deutsch-US-amerikanische Galeristin                                                    | 98    |       |
| 17. Oktober | Michael George Bowen                      | britischer Erzbischof                                                                  | 89    |       |
| 17. Oktober | Zev Braun                                 | US-amerikanischer Filmproduzent                                                        | 90    |       |
| 17. Oktober | Elijah Cummings                           | US-amerikanischer Politiker                                                            | 68    |       |
| 17. Oktober | Rom Harré                                 | britischer Wissenschaftsphilosoph und Sozialpsychologe                                 | 91    |       |
| 17. Oktober | Alexander Jankow                          | bulgarischer Jurist                                                                    | 95    |       |
| 17. Oktober | Franz Jauch                               | Schweizer Radiomoderator                                                               | 64    |       |
| 17. Oktober | Márta Kurtág                              | ungarische Pianistin                                                                   | 92    |       |
| 17. Oktober | Bill Macy                                 | US-amerikanischer Schauspieler                                                         | 97    |       |
| 17. Oktober | Victor Mojica                             | US-amerikanischer Schauspieler und Sänger                                              | 86    |       |
| 17. Oktober | Ewald Moldt                               | deutscher Diplomat und Politiker                                                       | 92    |       |
| 17. Oktober | Erik Odeblad                              | schwedischer Mediziner                                                                 | 87    |       |
| 17. Oktober | Javier „Furia“ Pérez Grueso               | spanischer Musiker und Schauspieler                                                    | 63    |       |
| 17. Oktober | Robert R. Provine                         | US-amerikanischer Neuropsychologe                                                      | 76    |       |
| 17. Oktober | Wolfgang Rettig                           | deutscher Romanist und Sprachwissenschaftler                                           | 74    |       |
| 17. Oktober | Ray Santos                                | US-amerikanischer Jazzmusiker                                                          | 90    |       |
| 17. Oktober | Monika Schoeller                          | deutsche Verlegerin                                                                    | 80    |       |
| 17. Oktober | Viktor Siuda                              | deutscher Leichtathlet                                                                 | 91    |       |
| 17. Oktober | Angelika Werthmann                        | österreichische Politikerin                                                            | 55    |       |
| 17. Oktober | Rolf Zundel                               | deutscher Forstwissenschaftler                                                         | 90    |       |
| 16. Oktober | Günther Bantzer                           | deutscher Politiker                                                                    | 98    |       |
| 16. Oktober | Jörg Böhm                                 | deutscher Journalist und Buchautor                                                     | 40    |       |
| 16. Oktober | Paolo Bonaiuti                            | italienischer Politiker und Journalist                                                 | 79    |       |
| 16. Oktober | Bin Cheng                                 | chinesisch-britischer Rechtswissenschaftler                                            | 98    |       |
| 16. Oktober | John Clarke                               | US-amerikanischer Schauspieler                                                         | 88    |       |
| 16. Oktober | Patrick Day                               | US-amerikanischer Boxer                                                                | 27    |       |
| 16. Oktober | Bernard Fisher                            | US-amerikanischer Arzt                                                                 | 101   |       |
| 16. Oktober | Jecheskel Flomin                          | israelischer Politiker                                                                 | 84    |       |
| 16. Oktober | Han Aiping                                | chinesische Badmintonspielerin                                                         | 57    |       |
| 16. Oktober | Horst Hilpert                             | deutscher Jurist und Fußballfunktionär                                                 | 82    |       |
| 16. Oktober | Gene Jefferson                            | US-amerikanischer Jazzmusiker                                                          | 88    |       |
| 16. Oktober | Karl-Theodor Kalveram                     | deutscher Psychologe                                                                   | 84    |       |
| 16. Oktober | Senta Kapoun                              | österreichische Übersetzerin                                                           | 99    |       |
| 16. Oktober | Hans Langer                               | deutscher Ökologe                                                                      | 86    |       |
| 16. Oktober | Egon Lorenz                               | deutscher Rechtswissenschaftler                                                        | 85    |       |
| 16. Oktober | Morton Mandel                             | US-amerikanischer Unternehmer und Mäzen                                                | 98    |       |
| 16. Oktober | Ken Melville                              | australisch-US-amerikanischer Ozeanograph                                              | 73    |       |
| 16. Oktober | Gerhard Kurt Müller                       | deutscher Maler, Grafiker und Bildhauer                                                | 93    |       |
| 16. Oktober | Kees Olthuis                              | niederländischer Fagottist, Pianist und Komponist                                      | 78    |       |
| 16. Oktober | Franz Richter                             | deutscher Fußballspieler                                                               | 91    |       |
| 16. Oktober | Detlef Schlöndorff                        | deutscher Mediziner                                                                    | 77    |       |
| 16. Oktober | Andrei Smirnow                            | russischer Schwimmer                                                                   | 62    |       |
| 16. Oktober | John T. Tate                              | US-amerikanischer Mathematiker                                                         | 94    |       |
| 16. Oktober | Fritz-Otto Thielmann                      | deutscher Politiker                                                                    | 82    |       |
| 16. Oktober | Dieter Warnecke                           | deutscher General                                                                      | 63    |       |
| 16. Oktober | Ulla Willick                              | deutsche Schauspielerin                                                                | 79    |       |
| 15. Oktober | Gerhard K. B. Alberti                     | deutscher Paläontologe                                                                 | 88    |       |
| 15. Oktober | Franz Bertele                             | deutscher Diplomat                                                                     | 88    |       |
| 15. Oktober | Tamara Buciuceanu                         | rumänische Schauspielerin                                                              | 90    |       |
| 15. Oktober | Hossein Dehlavi                           | iranischer Musiker, Komponist und Dirigent                                             | 92    |       |
| 15. Oktober | Antony Devotta                            | indischer Bischof                                                                      | 76    |       |
| 15. Oktober | Luis Drexel                               | österreichischer Unternehmer                                                           | 95    |       |
| 15. Oktober | Dieter Finzel                             | deutscher Rechtsanwalt                                                                 | 78    |       |
| 15. Oktober | Carla Fioravanti                          | italienische Malerin                                                                   | 86    |       |
| 15. Oktober | Klaudi Fröhlich                           | deutscher Regisseur und Drehbuchautor                                                  | 79    |       |
| 15. Oktober | Wolfgang Haigis                           | deutscher Physiker                                                                     | 72    |       |
| 15. Oktober | R. Bruce Hoadley                          | US-amerikanischer Holzwissenschaftler                                                  | 86    |       |
| 15. Oktober | Erich Hochleitner                         | österreichischer Diplomat                                                              | 89    |       |
| 15. Oktober | Wim Hospelt                               | deutscher Eishockeyspieler                                                             | 68    |       |
| 15. Oktober | Karl-Heinrich Landwehr                    | deutscher Politiker und Verwaltungsjurist                                              | 84    |       |
| 15. Oktober | Horst Martin                              | deutscher Fußballspieler                                                               | 81    |       |
| 15. Oktober | Rudolf Schardt                            | deutscher Politiker                                                                    | 92    |       |
| 15. Oktober | Song Soon-chun                            | südkoreanischer Boxer                                                                  | 85    |       |
| 15. Oktober | Werner Spitteler                          | Schweizer Politiker                                                                    | 79    |       |
| 15. Oktober | Fidelio Torres                            | kubanischer Schauspieler                                                               | 76    |       |
| 14. Oktober | Harold Bloom                              | US-amerikanischer Literaturwissenschaftler und -kritiker                               | 89    |       |
| 14. Oktober | Mike Brockman                             | US-amerikanischer Unternehmer, Autorennfahrer und Stuntfahrer                          | 74    |       |
| 14. Oktober | Engelbert Maximilian Buxbaum              | deutscher Geistlicher                                                                  | 84    |       |
| 14. Oktober | Catarina Carsten                          | deutsch-österreichische Schriftstellerin                                               | 99    |       |
| 14. Oktober | Emmett W. Chappelle                       | US-amerikanischer Wissenschaftler                                                      | 93    |       |
| 14. Oktober | Charles Dausebea                          | salomonischer Politiker                                                                | 93    |       |
| 14. Oktober | Leo Elders                                | niederländischer Theologe                                                              | 93    |       |
| 14. Oktober | Lieselotte Eltz-Hoffmann                  | österreichische Bibliothekarin, Erwachsenenbildnerin, Publizistin und Schriftstellerin | 97    |       |
| 14. Oktober | Louis Frey                                | US-amerikanischer Politiker                                                            | 85    |       |
| 14. Oktober | Anke Fuchs                                | deutsche Politikerin                                                                   | 82    |       |
| 14. Oktober | Leyna Gabriele                            | US-amerikanische Opernsängerin                                                         | 95    |       |
| 14. Oktober | Danny Grant                               | kanadischer Eishockeyspieler und -trainer                                              | 73    |       |
| 14. Oktober | Karl Dietrich Gräwe                       | deutscher Dramaturg                                                                    | 82    |       |
| 14. Oktober | Dieter Kapphahn                           | deutscher Pilot                                                                        | 79    |       |
| 14. Oktober | Dieter Kohnle                             | deutscher Fußballspieler                                                               | 62    |       |
| 14. Oktober | Heidi Menacher                            | deutsche Badmintonspielerin                                                            | 78    |       |
| 14. Oktober | Mark P. O. Morford                        | britischer Altphilologe                                                                | 90    |       |
| 14. Oktober | Christa Mühl                              | deutsche Regisseurin und Schriftstellerin                                              | 72    |       |
| 14. Oktober | Stuart Pedersen                           | neuseeländischer Segler                                                                | ?     |       |
| 14. Oktober | Annemarie Rehfeldt                        | deutsche Textilgestalterin                                                             | 98    |       |
| 14. Oktober | Beverly Sackler                           | US-amerikanische Philanthropin                                                         | 95    |       |
| 14. Oktober | Reinhold Schildbach                       | deutscher Agrarwissenschaftler                                                         | 86    |       |
| 14. Oktober | Ulf Schlien                               | deutscher Geistlicher                                                                  | 57    |       |
| 14. Oktober | Karin Schneider                           | deutsche Archivarin und Handschriftenexpertin                                          | ≈88   |       |
| 14. Oktober | Walter Seidensticker                      | deutscher Richter                                                                      | 90    |       |
| 14. Oktober | Hannelore Telloke                         | deutsche Schauspielerin                                                                | 79    |       |
| 14. Oktober | Gunnar Torvund                            | norwegischer Bildhauer                                                                 | 71    |       |
| 14. Oktober | Bob Will                                  | US-amerikanischer Ruderer                                                              | 94    |       |
| 13. Oktober | Hideo Azuma                               | japanischer Manga-Zeichner                                                             | 69    |       |
| 13. Oktober | Maria Bettetini                           | italienische Philosophin                                                               | 57    |       |
| 13. Oktober | Wolf-Dieter Beyer                         | deutscher Politiker                                                                    | 80    |       |
| 13. Oktober | Götz von Boehmer                          | deutscher Jurist und Botschafter                                                       | 90    |       |
| 13. Oktober | Scotty Bowers                             | US-amerikanischer Zuhälter und Hollywood-Persönlichkeit                                | 96    |       |
| 13. Oktober | Emil Cimiotti                             | deutscher Bildhauer                                                                    | 92    |       |
| 13. Oktober | Gisbert Dittrich                          | deutscher Informatiker                                                                 | 76    |       |
| 13. Oktober | Wolfgang Dörr                             | deutscher Strahlenbiologe                                                              | 59    |       |
| 13. Oktober | Andreas Dress                             | deutscher Maler                                                                        | 76    |       |
| 13. Oktober | Martin Haas                               | Schweizer Historiker und Politiker                                                     | 84    |       |
| 13. Oktober | Charles Jencks                            | US-amerikanischer Architekt                                                            | 80    |       |
| 13. Oktober | Sophia Kokosalaki                         | griechische Modedesignerin                                                             | 47    |       |
| 13. Oktober | Ulrich Luz                                | Schweizer Theologe                                                                     | 81    |       |
| 13. Oktober | Elias James Manning                       | US-amerikanischer Bischof                                                              | 81    |       |
| 13. Oktober | Hans-Peter Mehling                        | deutscher Boxer                                                                        | 85    |       |
| 13. Oktober | Adolfo Mexiac                             | mexikanischer Künstler                                                                 | 92    |       |
| 13. Oktober | Harold G. Reading                         | britischer Geologe                                                                     | 95    |       |
| 13. Oktober | Werner Schröder                           | deutscher Theologe                                                                     | 95    |       |
| 12. Oktober | Alfredo Bocanegra                         | mexikanischer Fußballspieler                                                           | ≈89   |       |
| 12. Oktober | Hans-Joachim Boehm                        | deutscher Politiker                                                                    | 98    |       |
| 12. Oktober | E. A Carmean                              | US-amerikanischer Kunsthistoriker und Museumskurator                                   | 74    |       |
| 12. Oktober | Berardo Cori                              | italienischer Geograph                                                                 | 81    |       |
| 12. Oktober | Carlo Croccolo                            | italienischer Schauspieler und Filmregisseur                                           | 92    |       |
| 12. Oktober | Sara Danius                               | schwedische Literaturwissenschaftlerin                                                 | 57    |       |
| 12. Oktober | Albert Keetley                            | englischer Fußballspieler                                                              | 89    |       |
| 12. Oktober | Ding Shisun                               | chinesischer Mathematiker und Politiker                                                | 92    |       |
| 12. Oktober | Jack Flanagan                             | US-amerikanischer Gitarrist                                                            | ?     |       |
| 12. Oktober | Nanni Galli                               | italienischer Automobilrennfahrer                                                      | 79    |       |
| 12. Oktober | Hevrin Khalaf                             | syrische kurdische Politikerin                                                         | 35    |       |
| 12. Oktober | Milcho Leviev                             | bulgarisch-US-amerikanischer Jazzmusiker und Arrangeur                                 | 81    |       |
| 12. Oktober | Wolf-Dieter Narr                          | deutscher Politikwissenschaftler                                                       | 82    |       |
| 12. Oktober | Emilio Nicolas Sr.                        | US-amerikanischer Rundfunkmanager                                                      | 88    |       |
| 12. Oktober | Carita Nyström                            | finnische Schriftstellerin und Feministin                                              | 79    |       |
| 12. Oktober | Succeed Phlyguy                           | US-amerikanischer Rapper                                                               | 40    |       |
| 12. Oktober | Alison Prince                             | britische Schriftstellerin und Drehbuchautorin                                         | 88    |       |
| 12. Oktober | Josef Říman                               | tschechischer Genetiker                                                                | 94    |       |
| 12. Oktober | Hilde Rom                                 | österreichische Schauspielerin                                                         | 91    |       |
| 12. Oktober | Helmut Günther Schneider                  | deutscher Materialwissenschaftler und Hochschullehrer                                  | 90    |       |
| 12. Oktober | Norman Schofield                          | britisch-US-amerikanischer Politikwissenschaftler                                      | 75    |       |
| 12. Oktober | Herbert Ullrich                           | deutscher Anthropologe                                                                 | 87    |       |
| 12. Oktober | Alphonso Williams                         | US-amerikanischer Sänger                                                               | 57    |       |
| 12. Oktober | Yoshihisa Yoshikawa                       | japanischer Sportschütze                                                               | 83    |       |
| 11. Oktober | György Bakcsi                             | ungarischer Schachkomponist                                                            | 86    |       |
| 11. Oktober | Heinrich Besuden                          | deutscher Mathematikdidaktiker                                                         | 95    |       |
| 11. Oktober | Paul Bischoff                             | deutscher Komponist, Liedermacher und Chorleiter                                       | 84    |       |
| 11. Oktober | Sam Bobrick                               | US-amerikanischer Dramatiker                                                           | 87    |       |
| 11. Oktober | Russell F. Doolittle                      | US-amerikanischer Biochemiker                                                          | 88    |       |
| 11. Oktober | Woodie Flowers                            | US-amerikanischer Ingenieur                                                            | 75    |       |
| 11. Oktober | Robert Forster                            | US-amerikanischer Schauspieler                                                         | 78    |       |
| 11. Oktober | John Giorno                               | US-amerikanischer Performancekünstler und Dichter                                      | 82    |       |
| 11. Oktober | Kadri Gopalnath                           | indischer Saxophonist                                                                  | 69    |       |
| 11. Oktober | Sigrun Kiesewetter                        | deutsche Sängerin und Schriftstellerin                                                 | ≈78   |       |
| 11. Oktober | Alexei Leonow                             | sowjetischer bzw. russischer Kosmonaut                                                 | 85    |       |
| 11. Oktober | Heather Robson                            | neuseeländische Tennis- und Badmintonspielerin                                         | 91    |       |
| 11. Oktober | Ettore Spalletti                          | italienischer Maler und Bildhauer                                                      | 79    |       |
| 11. Oktober | Heinz Valtin                              | US-amerikanischer Physiologe                                                           | 93    |       |
| 11. Oktober | Walter Vincenti                           | US-amerikanischer Ingenieur                                                            | 102   |       |
| 11. Oktober | Heinrich Wackerbauer                      | deutscher Jurist                                                                       | 87    |       |
| 10. Oktober | Esmeralda Barros                          | brasilianische Schauspielerin                                                          | 75    |       |
| 10. Oktober | Desmond Cassidi                           | britischer Seeoffizier                                                                 | 94    |       |
| 10. Oktober | Ugo Colombo                               | italienischer Radrennfahrer                                                            | 79    |       |
| 10. Oktober | Aleksandar Đokić                          | jugoslawischer Opernsänger                                                             | 85    |       |
| 10. Oktober | Samuel Hynes                              | US-amerikanischer Literaturwissenschaftler                                             | 95    |       |
| 10. Oktober | Dominic Jala                              | indischer Erzbischof                                                                   | 68    |       |
| 10. Oktober | Tarek Mohammed Kamel Mahmoud              | ägyptischer Informatiker und Politiker                                                 | 57    |       |
| 10. Oktober | Thomas Lück                               | deutscher Schlagersänger und Schauspieler                                              | 76    |       |
| 10. Oktober | Dolo Mistone                              | italienischer Fußballspieler                                                           | 83    |       |
| 10. Oktober | Dietrich Mootz                            | deutscher Chemiker und Kristallograph                                                  | 86    |       |
| 10. Oktober | Marie-José Nat                            | französische Schauspielerin                                                            | 79    |       |
| 10. Oktober | Gordon Robertson                          | kanadischer Eishockeyspieler                                                           | 93    |       |
| 10. Oktober | Hartmut Thaßler                           | deutscher Automobilrennfahrer und Konstrukteur                                         | 78    |       |
| 10. Oktober | Erika Wien                                | österreichische Opernsängerin und Schauspielerin                                       | 91    |       |
| 9. Oktober  | Richard Askey                             | US-amerikanischer Mathematiker                                                         | 86    |       |
| 9. Oktober  | Sheldon Breiner                           | US-amerikanischer Geophysiker und Unternehmer                                          | 82    |       |
| 9. Oktober  | Dorothea Buck                             | deutsche Autorin und Menschenrechtlerin                                                | 102   |       |
| 9. Oktober  | John W. Corso                             | US-amerikanischer Szenenbildner und Artdirector                                        | 89    |       |
| 9. Oktober  | Donat de Chapeaurouge                     | deutscher Kunsthistoriker                                                              | 93    |       |
| 9. Oktober  | Thomas Joseph Flanagan                    | US-amerikanischer Bischof                                                              | 88    |       |
| 9. Oktober  | Jill Freedman                             | US-amerikanische Fotografin                                                            | 79    |       |
| 9. Oktober  | Thomas Freund                             | deutscher politischer Beamter                                                          | 61    |       |
| 9. Oktober  | Andrés Gimeno                             | spanischer Tennisspieler                                                               | 82    |       |
| 9. Oktober  | Viktor Hahn                               | deutscher katholischer Theologe                                                        | 88    |       |
| 9. Oktober  | Inge Hecht                                | deutsche Politikerin                                                                   | 70    |       |
| 9. Oktober  | Claus Homfeld                             | deutscher Bildhauer                                                                    | 86    |       |
| 9. Oktober  | Dieter Jaßlauk                            | deutscher Schauspieler und Hörspielsprecher                                            | 85    |       |
| 9. Oktober  | Günther Knipp                             | deutscher Zeichner und bildender Künstler                                              | 84    |       |
| 9. Oktober  | Wladimir Larin                            | sowjetischer bzw. russischer Geologe                                                   | 80    |       |
| 9. Oktober  | Hendrik te Neues                          | deutscher Verleger                                                                     | 67    |       |
| 9. Oktober  | Franz Prager                              | österreichischer Winzer                                                                | 93    |       |
| 9. Oktober  | Murray Rosenblatt                         | US-amerikanischer Mathematiker                                                         | 93    |       |
| 9. Oktober  | Sise Sawaneh                              | gambische Journalistin und Frauenrechtsaktivistin                                      | ≈26   |       |
| 9. Oktober  | John Baptist Sequeira                     | indischer Bischof                                                                      | 89    |       |
| 9. Oktober  | Adolf Spotka                              | deutscher Wirtschaftsingenieur und Politiker                                           | 76    |       |
| 9. Oktober  | Erling Steineide                          | norwegischer Skilangläufer                                                             | 81    |       |
| 9. Oktober  | Renate Steinitz                           | deutsche Linguistin und Autorin                                                        | 83    |       |
| 9. Oktober  | Jan Szyszko                               | polnischer Förster, Politiker und Hochschullehrer                                      | 75    |       |
| 9. Oktober  | Jens Tiedtke                              | deutscher Handballspieler                                                              | 39    |       |
| 9. Oktober  | David Weisman                             | US-amerikanischer Filmschaffender                                                      | 77    |       |
| 9. Oktober  | Ernst Winterhalter                        | deutscher Fußballspieler                                                               | 75    |       |
| 8. Oktober  | Carlos Celdran                            | philippinischer Aktivist und Performancekünstler                                       | 47    |       |
| 8. Oktober  | Ed Cray                                   | US-amerikanischer Buchautor und Journalistiker                                         | 83    |       |
| 8. Oktober  | Francis S. Currey                         | US-amerikanischer Weltkriegsveteran                                                    | 94    |       |
| 8. Oktober  | Molly Duncan                              | britischer Saxophonist                                                                 | 74    |       |
| 8. Oktober  | Georgette Elgey                           | französische Journalistin und Historikerin                                             | 90    |       |
| 8. Oktober  | Ulrich Faust                              | deutscher Benediktiner                                                                 | 84    |       |
| 8. Oktober  | Serafím Fernandes de Araújo               | brasilianischer Kardinal                                                               | 95    |       |
| 8. Oktober  | Eberhard Ferstl                           | deutscher Hockeyspieler                                                                | 86    |       |
| 8. Oktober  | Ted Green                                 | kanadischer Eishockeyspieler und -trainer                                              | 79    |       |
| 8. Oktober  | Ludwig Alfred Meister                     | deutscher Unternehmer                                                                  | 85    |       |
| 8. Oktober  | Ion Moraru                                | moldauischer Schriftsteller und Dissident                                              | 90    |       |
| 8. Oktober  | Ryan Nicholson                            | kanadischer Maskenbildner, Regisseur und Drehbuchautor                                 | 47    |       |
| 8. Oktober  | Liisi Ojamaa                              | estnische Lyrikerin und Übersetzerin                                                   | 47    |       |
| 8. Oktober  | Pierre Parat                              | französischer Architekt                                                                | 91    |       |
| 8. Oktober  | Burghard Schmanck                         | deutscher Politiker                                                                    | 80    |       |
| 8. Oktober  | Raymond Squires                           | kanadischer Politiker                                                                  | 93    |       |
| 7. Oktober  | Ulrike Crespo                             | deutsche Fotografin, Psychologin und Mäzenin                                           | 68    |       |
| 7. Oktober  | Ed Kalafat                                | US-amerikanischer Basketballspieler                                                    | 86    |       |
| 7. Oktober  | Janusz Kondratiuk                         | polnischer Regisseur und Drehbuchautor                                                 | 76    |       |
| 7. Oktober  | Neale Lavis                               | australischer Eventing-Reiter                                                          | 89    |       |
| 7. Oktober  | Jari Laukkanen                            | finnischer Skilangläufer                                                               | 57    |       |
| 7. Oktober  | Pepe Oneto                                | spanischer Journalist und Schriftsteller                                               | 77    |       |
| 7. Oktober  | Otmar Pachinger                           | österreichischer Mediziner                                                             | 75    |       |
| 7. Oktober  | Stephen Pisano                            | US-amerikanischer Ordensgeistlicher                                                    | 73    |       |
| 7. Oktober  | Jürgen Sarrazin                           | deutscher Manager                                                                      | 83    |       |
| 7. Oktober  | Heinz-Viktor Simon                        | deutscher Politiker                                                                    | 76    |       |
| 7. Oktober  | Ella Vogelaar                             | niederländische Politikerin und Gewerkschafterin                                       | 69    |       |
| 6. Oktober  | Walter L. Arnstein                        | US-amerikanischer Historiker                                                           | 89    |       |
| 6. Oktober  | Ginger Baker                              | britischer Schlagzeuger                                                                | 80    |       |
| 6. Oktober  | Ernest Bircher                            | britischer Ruderer                                                                     | 90    |       |
| 6. Oktober  | Jewgeni Buschmin                          | russischer Politiker                                                                   | 61    |       |
| 6. Oktober  | Ciaran Carson                             | nordirischer Dichter und Schriftsteller                                                | 70    |       |
| 6. Oktober  | Vlasta Chramostová                        | tschechische Schauspielerin                                                            | 92    |       |
| 6. Oktober  | Meinhard Classen                          | deutscher Internist                                                                    | 83    |       |
| 6. Oktober  | Andy Etchebarren                          | US-amerikanischer Baseballspieler                                                      | 76    |       |
| 6. Oktober  | Stuart Heydinger                          | britischer Fotograf                                                                    | 92    |       |
| 6. Oktober  | Florian Janny                             | österreichischer Eishockeyspieler                                                      | 24    |       |
| 6. Oktober  | Masaichi Kaneda                           | japanischer Baseballspieler                                                            | 86    |       |
| 6. Oktober  | Martin Lauer                              | deutscher Leichtathlet und Schlagersänger                                              | 82    |       |
| 6. Oktober  | Dimitar Pawlow                            | bulgarischer Politiker                                                                 | 82    |       |
| 6. Oktober  | Karen Pendleton                           | US-amerikanische Schauspielerin                                                        | 73    |       |
| 6. Oktober  | Jean Remy                                 | belgischer Soziologe                                                                   | 90    |       |
| 6. Oktober  | Javier Darío Restrepo                     | kolumbianischer Journalist und Schriftsteller                                          | 87    |       |
| 6. Oktober  | Otto-Rudolf Rothbart                      | deutscher Bibliothekar                                                                 | 90    |       |
| 6. Oktober  | Klemens Stehr                             | deutscher Pädiater                                                                     | 89    |       |
| 6. Oktober  | Stephen Swid                              | US-amerikanischer Unternehmer und Investor                                             | 78    |       |
| 6. Oktober  | Rip Taylor                                | US-amerikanischer Schauspieler und Entertainer                                         | 88    |       |
| 6. Oktober  | Dragan Vrankić                            | bosnischer Politiker                                                                   | 64    |       |
| 5. Oktober  | Dave Cummings                             | US-amerikanischer Pornodarsteller, -regisseur und -produzent                           | 79    |       |
| 5. Oktober  | Dolores Dorn                              | US-amerikanische Schauspielerin                                                        | 85    |       |
| 5. Oktober  | Franz Fliege                              | deutscher Fußballspieler                                                               | 82    |       |
| 5. Oktober  | André Gayot                               | französischer Gastronomiekritiker                                                      | 90    |       |
| 5. Oktober  | Marcello Giordani                         | italienischer Opernsänger                                                              | 56    |       |
| 5. Oktober  | David Greaves                             | englischer Snookerspieler                                                              | 73    |       |
| 5. Oktober  | Tony Hoar                                 | britischer Radrennfahrer                                                               | 87    |       |
| 5. Oktober  | Larry Junstrom                            | US-amerikanischer Bassist                                                              | 70    |       |
| 5. Oktober  | Louis Karl                                | deutscher Kunsthändler und Auktionator                                                 | 77    |       |
| 5. Oktober  | Blaine Lindgren                           | US-amerikanischer Leichtathlet                                                         | 80    |       |
| 5. Oktober  | John Mbiti                                | kenianischer Religionsphilosoph                                                        | 87    |       |
| 5. Oktober  | Wilhelm Pröckl                            | österreichischer Politiker                                                             | 79    |       |
| 5. Oktober  | José Sámano                               | spanischer Film-, Theater- und Fernsehproduzent                                        | 76    |       |
| 5. Oktober  | Sally Soames                              | US-amerikanische Fotografin                                                            | 82    |       |
| 5. Oktober  | Herbert Spitzenberger                     | deutscher Pianist                                                                      | 92    |       |
| 5. Oktober  | Philippe Vandevelde                       | belgischer Comiczeichner und -autor                                                    | 62    |       |
| 4. Oktober  | Mahamat Abdoulaye Senoussi                | tschadischer Diplomat                                                                  | 67    |       |
| 4. Oktober  | Michail Birjukow                          | russischer Tennisspieler                                                               | 27    |       |
| 4. Oktober  | Diahann Carroll                           | US-amerikanische Schauspielerin und Sängerin                                           | 84    |       |
| 4. Oktober  | Bruce LeFavour                            | US-amerikanischer Koch und Buchautor                                                   | 84    |       |
| 4. Oktober  | Amaro da Luz                              | kapverdischer Politiker, Diplomat, Ökonom und Freiheitskämpfer                         | 85    |       |
| 4. Oktober  | Bill McKnight                             | kanadischer Politiker                                                                  | 79    |       |
| 4. Oktober  | Detlef Merbd                              | deutscher Schriftsteller                                                               | 71    |       |
| 4. Oktober  | Klaus Meurers                             | deutscher Arzt                                                                         | 78    |       |
| 4. Oktober  | Stephen Moore                             | britischer Schauspieler                                                                | 81    |       |
| 4. Oktober  | Günter Powalla                            | deutscher Unternehmer und Philanthrop                                                  | 99    |       |
| 4. Oktober  | Enno Röder                                | deutscher Skilangläufer                                                                | 83    |       |
| 4. Oktober  | Gerald E. Sacks                           | US-amerikanischer Mathematiker                                                         | 86    |       |
| 4. Oktober  | Christian Scholz                          | österreichischer Wirtschaftswissenschaftler                                            | 66    |       |
| 4. Oktober  | Karl Stähle                               | deutscher Radrennfahrer                                                                | 75    |       |
| 4. Oktober  | Ray Swinfield                             | australischer Jazzmusiker                                                              | 79    |       |
| 4. Oktober  | Bjorn Thorbjarnarson                      | US-amerikanischer Chirurg                                                              | 98    |       |
| 3. Oktober  | João Bá                                   | brasilianischer Sänger, Komponist und Dichter                                          | 87    |       |
| 3. Oktober  | Márta Balogh                              | ungarische Handballspielerin                                                           | 76    |       |
| 3. Oktober  | Peter M. Bode                             | deutscher Architekturkritiker, Journalist und Autor                                    | 82    |       |
| 3. Oktober  | John Buchanan                             | kanadischer Politiker                                                                  | 88    |       |
| 3. Oktober  | Ahmed El Goresy                           | ägyptischer Mineraloge                                                                 | 85    |       |
| 3. Oktober  | Dana Fradon                               | US-amerikanischer Cartoonist                                                           | 97    |       |
| 3. Oktober  | Diogo Freitas do Amaral                   | portugiesischer Politiker                                                              | 78    |       |
| 3. Oktober  | Philip Gips                               | US-amerikanischer Grafikdesigner                                                       | 88    |       |
| 3. Oktober  | Ludwig Große                              | deutscher Theologe                                                                     | 86    |       |
| 3. Oktober  | Stephen J. Lukasik                        | US-amerikanischer Physiker und Atomwaffentechniker                                     | 88    |       |
| 3. Oktober  | Teresa Maryańska                          | polnische Paläontologin                                                                | 82    |       |
| 3. Oktober  | Ignacio Noguer Carmona                    | spanischer Bischof                                                                     | 88    |       |
| 3. Oktober  | Dieter Salevsky                           | deutscher Endurosportler                                                               | 75    |       |
| 3. Oktober  | Walter Schellhorn                         | deutscher Verbandsfunktionär                                                           | 92    |       |
| 3. Oktober  | Guilhermino da Silva                      | osttimoresischer Jurist                                                                | 61    |       |
| 3. Oktober  | Roger Taillibert                          | französischer Architekt                                                                | 93    |       |
| 2. Oktober  | Giovanni Alberti                          | italienischer Autorennfahrer                                                           | 101   |       |
| 2. Oktober  | Detlef Bartvogt                           | deutscher Brigadegeneral                                                               | 75    |       |
| 2. Oktober  | Bill Bidwill                              | US-amerikanischer Unternehmer und NFL-Teambesitzer                                     | 88    |       |
| 2. Oktober  | Bill Folwell                              | US-amerikanischer Rock- und Jazzmusiker                                                | 80    |       |
| 2. Oktober  | Julie Gibson                              | US-amerikanische Schauspielerin und Sängerin                                           | 106   |       |
| 2. Oktober  | Hans R. Griem                             | deutsch-US-amerikanischer Physiker                                                     | 90    |       |
| 2. Oktober  | Peter Hanfland                            | deutscher Mediziner                                                                    | 79    |       |
| 2. Oktober  | Stan Hill                                 | neuseeländischer Rugbyspieler                                                          | 92    |       |
| 2. Oktober  | Gija Kantscheli                           | georgischer Komponist                                                                  | 84    |       |
| 2. Oktober  | John Kirby                                | US-amerikanischer Jurist                                                               | 79    |       |
| 2. Oktober  | Paul LeBlanc                              | kanadischer Maskenbildner                                                              | 73    |       |
| 2. Oktober  | Beth Palmer                               | US-amerikanische Bridgespielerin                                                       | 67    |       |
| 2. Oktober  | Isaac Promise                             | nigerianischer Fußballspieler                                                          | 31    |       |
| 2. Oktober  | Eduard Prüssen                            | deutscher Grafiker                                                                     | 88    |       |
| 2. Oktober  | Hanno Selg                                | estnischer Moderner Fünfkämpfer                                                        | 87    |       |
| 2. Oktober  | Kim Shattuck                              | US-amerikanische Sängerin                                                              | 56    |       |
| 2. Oktober  | Giorgio Squinzi                           | italienischer Unternehmer                                                              | 76    |       |
| 2. Oktober  | Morten Stützer                            | dänischer Musiker                                                                      | 57    |       |
| 2. Oktober  | Matthew Wong                              | kanadischer Maler                                                                      | 35    |       |
| 1. Oktober  | Markus Feierabend                         | deutscher Eishockeyspieler                                                             | 44    |       |
| 1. Oktober  | Karel Gott                                | tschechischer Sänger                                                                   | 80    |       |
| 1. Oktober  | Günter Hannstein                          | deutscher Brigadegeneral                                                               | 82    |       |
| 1. Oktober  | Maya Langes-Swarovski                     | österreichische Unternehmerin                                                          | 82    |       |
| 1. Oktober  | Miguel León-Portilla                      | mexikanischer Historiker, Anthropologe und Philosoph                                   | 93    |       |
| 1. Oktober  | Deborah Marrow                            | US-amerikanische Stiftungsleiterin                                                     | 70    |       |
| 1. Oktober  | Mikayla Martin                            | kanadische Ski-Cross-Läuferin                                                          | 22    |       |
| 1. Oktober  | Barrie Masters                            | britischer Sänger                                                                      | 63    |       |
| 1. Oktober  | Gustav Obermair                           | deutscher Physiker und Hochschulrektor                                                 | 85    |       |
| 1. Oktober  | Wolfgang Perner                           | österreichischer Biathlet                                                              | 52    |       |
| 1. Oktober  | Walter C. Pitman                          | US-amerikanischer Geophysiker                                                          | 87    |       |
| 1. Oktober  | Eric Pleskow                              | österreichisch-US-amerikanischer Filmproduzent                                         | 95    |       |
| 1. Oktober  | Yolandita Ruíz                            | kubanische Schauspielerin                                                              | 63    |       |
| 1. Oktober  | Bernd Rumpf                               | deutscher Schauspieler und Synchronsprecher                                            | 72    |       |
| 1. Oktober  | Leo Schönenberger                         | Schweizer Radrennfahrer                                                                | 56    |       |
| 1. Oktober  | Manfred Simon                             | deutscher Physiker                                                                     | 79    |       |
| 1. Oktober  | Arto Tschakmaktschian                     | armenisch-kanadischer Bildhauer                                                        | 86    |       |
| 1. Oktober  | Beverly Watkins                           | US-amerikanische Blues-Gitarristin                                                     | 80    |       |

### Datum unbekannt
| Tag                                | Name                 | Beruf, bekannt als                         | Alter | Beleg |
| ---------------------------------- | -------------------- | ------------------------------------------ | ----- | ----- |
| tot aufgefunden am 14. Oktober     | Sulli                | südkoreanische Sängerin und Schauspielerin | 25    |       |
| Tod bekannt gegeben am 11. Oktober | Reza Marvie Mohadjer | iranisch-deutscher Forstwissenschaftler    | 76    |       |